# Cəmilli (Tərtər)
Cəmilli è un comune dell'Azerbaigian situato nel distretto di Tərtər. Conta una popolazione di 1 520 abitanti.